# Бульвар Уилшир
Бульвар Уилшир (англ. Wilshire Boulevard) — улица в городе Лос-Анджелес, штат Калифорния, США.

## История
Бульвар Уилшир является одной из главных улиц Лос-Анджелеса. Он начинается от Гранд-авеню в центре Лос-Анджелеса, и идет до Оушн-авеню в Санта-Монике. Именно на бульваре Уилшир расположены знаменитые небоскрёбы, построенные после 1956 года.
Часть бульвара Уилшир, проходящая через центр Лос-Анджелеса, получила название «Миля чудес». «Миля» заполнена бутиками, ресторанами, театрами, ночными клубами. Здесь также находятся Музей искусств округа Лос-Анджелес, палеонтологический музей и здание бывшего люксового универмага Баллокс Уилшир, построенное в 1929 году.

## Чем известен
Бульвар Уилшир известен своими автомобильными пробками. Хотя участок в Санта-Монике и Брентвуде достаточно тихий, в Беверли-Хиллз и Вествуде движение настолько интенсивное, что в час пик проехать по нему практически невозможно.